# Muchajjam Akabat Dżabr
Muchajjam Akabat Dżabr (arab. مخيم عقبة جبر) – obóz dla uchodźców palestyńskich w Autonomii Palestyńskiej (wschodni Zachodni Brzeg, Jerycho). Według danych Palestyńskiego Centralnego Biura Statystycznego w 2016 roku liczyło 9082 mieszkańców.